# إرنست سيمبسون (رجل أعمال)
إرنست سيمبسون (بالإنجليزية: Ernest Aldrich Simpson)‏ هو شخصية أعمال أمريكي، ولد في 6 مايو 1897 في نيويورك في الولايات المتحدة، وتوفي في 30 نوفمبر 1958 في لندن في المملكة المتحدة بسبب سرطان المريء.